# トルコ国鉄E23000系電車
トルコ国鉄E23000系電車（トルコこくてつE23000けいでんしゃ、TCDD E23000）は、2009年から現代ロテムが製造し引渡しが始まった電車。E23000系電車はトルコ国鉄E8000系電車の置き換えのために製造されている。トルコ国鉄ではイスタンブールとアンカラの通勤サービス向けに運用され、イズミルのイズバンによる通勤サービス向けに貸し出されている。各ユニットは3連固定編成である。